# Destilação extrativa
A destilação extrativa é um processo de separação utilizado quando o processo de destilação convencional não permite obter-se a separação desejada, como no caso em que a mistura original da qual se deseja separar um componente forma um azeótropo ou apresenta baixa volatilidade relativa. 
Na destilação extrativa é adicionado um agente de separação à mistura original. Este agente de separação, que pode ser um solvente ou um sal, altera a volatilidade relativa dos componentes da mistura sem a formação de uma segunda fase líquida.
Em uma coluna de destilação extrativa, o solvente é adicionado no topo da coluna extratora, pois possui ponto de ebulição maior que aquele da mistura original. Assim, o solvente é retirado no fundo da coluna, junto ao componente arrastado, enquanto outro componente é obtido puro no topo da coluna. Em uma coluna de destilação convencional é feita a recuperação do solvente.